# Balranald (North Uist)
Balranald, schottisch-gälisch: Baile Raghnill, ist ein Weiler auf der schottischen Hebrideninsel North Uist, die zu den Äußeren Hebriden zählt. Historisch lag er in der traditionellen Grafschaft Inverness-shire.

## Geschichte
Auf einer kleinen Insel in Loch Scarie am Nordwestrand der Ortschaft befinden sich die Reste von Dun Scarie, eines vermutlich um die Zeitenwende entstandenen Duns, der über einen Damm mit der Landmasse verbunden ist. Älter ist der südlich des Sees gelegene Sidhean Tuath, ein bronzezeitlicher Burnt Mound. Beide Anlagen sind als Scheduled Monuments geschützt. Balranald House wurde in den 1830er Jahren am Standort eines älteren Gebäudes errichtet. Ein Souterrain, der 1896 in der Nähe des Hauses teilweise freigelegt worden sein soll, konnte 1965 nicht mehr aufgefunden werden. Die 1894 errichtete Kilmuir Parish Church ersetzte ein älteres, in Hougharry gelegenes Kirchengebäude, das heute als Kilmuir Old Church bezeichnet wird.

## Beschreibung
Die Ortschaft liegt nahe der Westküste North Uists zwischen den Weilern Bayhead im Süden, Hougharry im Westen und Hosta im Norden. Balranald befindet sich zwischen verschiedenen Seen, von denen Loch Eaval, Loch nam Feithean und Loch Scarie die größten sind. Rund vier Kilometer nordwestlich befindet sich mit dem Kap Aird an Runair der westlichste Punkt North Uists. Die von North Uist aus sämtliche Inseln Uists verbindende A865 erschließt die Ortschaft.
Balranald ist Teil des Balranald Nature Reserve, das Teil einer Site of Special Scientific Interest sowie einer Special Protection Area ist, das sich bis zur Küste erstreckt. Es handelt sich um ein bedeutendes Brut- und Winterungsgebiet für Enten sowie weitere Vögel, darunter den Wachtelkönig.